# Saint-Nicolas-lès-Cîteaux
Saint-Nicolas-lès-Cîteaux település Franciaországban, Côte-d’Or megyében. Lakosainak száma 390 fő (2022. január 1.). Saint-Nicolas-lès-Cîteaux Savouges, Broin, Bonnencontre, Aubigny-en-Plaine, Bessey-lès-Cîteaux, Charrey-sur-Saône, Corcelles-lès-Cîteaux, Épernay-sous-Gevrey, Gerland, Izeure, Magny-lès-Aubigny és Villebichot községekkel határos.

## Népesség
A település népessége az elmúlt években az alábbi módon változott:
| Lakosok száma | 386  | 331  | 400  | 463  | 422  | 430  | 427  | 407  | 398  | 390  |
|               | 1968 | 1982 | 1990 | 2006 | 2013 | 2015 | 2017 | 2019 | 2020 | 2022 |